# Билећа
Билећа је насељено мјесто и сједиште истоимене општине у Републици Српској, БиХ.
На попису становништва 2013. године, Билећа је према подацима Републичког завода за статистику Републике Српске имала 7.476 становника, а према подацима Агенције за статистику Босне и Херцеговине 7.568 становника.

## Име
Име Билећа потиче од прасловенске ријечи "набзвати" која се данас дефинише као ријеч набављати или добијати.

## Географија
Билећа је лоцирана у Источној Херцеговини. Надморска висина градског подручја је 476 метара. На подручју Билеће се укрштају средоземна и континентално-планинска клима. Рељеф је брдовит између којег се налазе крашка поља: Дабарско поље, Фатничко поље, Планско поље и Билећко поље. Јужно од Билеће налази се извор ријеке Требишњице. Изградњом хидроелектране 1966. године створена је једна од највећих вјештачких акумулација у свијету, Билећко језеро, које има дужину 18 км, а ширину 3-4 км.

### Клима
Клима у Билећи је на преласку са медитеранске на умјерено-континенталну. Билећа је мало свјежија у односу на Требиње (30 км). Просјечна годишња температура је 13,4 °C. Док је најхладнији мјесец јануар са средњом температуром 4,5 °C, а најтоплији је јул са средњом температуром 22,5 °C. Годишња количина падавина је 1.549 мм.
| Клима Билећа                | Клима Билећа | Клима Билећа | Клима Билећа | Клима Билећа | Клима Билећа | Клима Билећа | Клима Билећа | Клима Билећа | Клима Билећа | Клима Билећа | Клима Билећа | Клима Билећа | Клима Билећа |
| Показатељ \ Месец           | .Јан.        | .Феб.        | .Мар.        | .Апр.        | .Мај.        | .Јун.        | .Јул.        | .Авг.        | .Сеп.        | .Окт.        | .Нов.        | .Дец.        | .Год.        |
| --------------------------- | ------------ | ------------ | ------------ | ------------ | ------------ | ------------ | ------------ | ------------ | ------------ | ------------ | ------------ | ------------ | ------------ |
| Апсолутни максимум, °C (°F) | 18,5 (65,3)  | 19,0 (66,2)  | 23,0 (73,4)  | 29,5 (85,1)  | 33,0 (91,4)  | 37,5 (99,5)  | 41,5 (106,7) | 41,0 (105,8) | 37,5 (99,5)  | 31,0 (87,8)  | 23,0 (73,4)  | 18,0 (64,4)  | 41,5 (106,7) |
| Просек, °C (°F)             | 4,5 (40,1)   | 5,5 (41,9)   | 9,0 (48,2)   | 13,5 (56,3)  | 19,0 (66,2)  | 21,5 (70,7)  | 22,5 (72,5)  | 22,5 (72,5)  | 20,5 (68,9)  | 16,5 (61,7)  | 10,0 (50)    | 5,5 (41,9)   | 13,4 (56,1)  |
| Апсолутни минимум, °C (°F)  | −16,5 (2,3)  | −16,0 (3,2)  | −9,0 (15,8)  | −1,0 (30,2)  | 5,5 (41,9)   | 9,0 (48,2)   | 11,5 (52,7)  | 11,5 (52,7)  | 5,0 (41)     | −1,5 (29,3)  | −8,5 (16,7)  | −15 (5)      | −16,5 (2,3)  |
| [ тражи се извор ]          |              |              |              |              |              |              |              |              |              |              |              |              |              |

## Историја
Први трагови цивилизације на подручју општине Билећа датирају још из неолита о чему свједоче археолошки локалитети, још увијек недовољно истражени. Први помен Билеће као насељеног мјеста налазимо у документима Дубровачког архива из 1286. године, када се помиње под називом Bilechia. Такође у истим изворима и под истим називом Билећа се помиње и у 14. и 15. вијеку као важна раскрсница путева на средњовјековном караванском путу. У једном документу од 8. септембра 1388. године истиче се да је војска војводе Влатка Вуковића у пољу код Билеће тешко поразила османлијску војску под командом Шахин-паше. У периоду од 13. до 16. вијека у овим крајевима историја биљежи и велики број стећака, који као монолити теже и до 5 тона. Билећа је потпала под османску власт 1466. године и у вјековима владавине Османског царства на овим просторима тешко страдала због вјечитих буна и отпора. У непосредној близини Билеће налази се Вучји До, гдје се одиграла Вучидолска битка 1876. године у којој је учествовало 16 билећких чета. Одлуком Берлинског конгреса Билећа је ушла у састав Аустроугарске монархије и у том периоду долази до привредног развитка. Прва основна школа у Билећи је отворена 1880. године. Овде се налази ОШ „Свети Сава” (Билећа).
У току 1940. године у Билећи је постојао концентрациони логор за политичке затворенике, који се налазио у турској касарни. Постојале су четири собе: словеначка, македонска, српска и женска, а позната револуционарна песма „Билећанка“ је настала у овом логору.

## Култура
Билећа је сједиште КУД „Зора Херцеговине“. Овде се налазе Завичајни музеј Билећа и Царева џамија у Билећи.

## Спомен-соба
У центру Билеће се налази спомен-соба посвећена сјећању на 136 погинулих бораца Билећке бригаде Војске Републике Српске. Спомен-соба се до јуна 2012. налазила у Дому културе, када је премјештена у обновљену зграду СПКД „Просвјете“.
У Билећи је 2. октобра 2014. отворен Равногорски парк.

## Становништво
|             | 2013.          | 1991.           | 1981.          | 1971.          | 1961.          |
| Укупно      | 7 616 (100,0%) | 7 568 (100,0%)  | 5 763 (100,0%) | 4 033 (100,0%) | 2 491 (100,0%) |
| Срби        | 7 500 (98,48%) | 5 619 (74,25%)  | 3 882 (67,36%) | 2 810 (69,68%) | 1 725 (69,25%) |
| Црногорци   | 52 (0,683%)    | –               | 286 (4,963%)   | 190 (4,711%)   | 108 (4,336%)   |
| Хрвати      | 19 (0,249%)    | 39 (0,515%)     | 42 (0,729%)    | 82 (2,033%)    | 165 (6,624%)   |
| Неизјашњени | 19 (0,249%)    | –               | –              | –              | –              |
| Остали      | 9 (0,118%)     | 411 (5,431%)    | 26 (0,451%)    | 36 (0,893%)    | 17 (0,682%)    |
| Бошњаци     | 7 (0,092%)     | 1 290 (17,05%)1 | 841 (14,59%)1  | 828 (20,53%)1  | 279 (11,20%)1  |
| Муслимани   | 4 (0,053%)     | –               | –              | –              | –              |
| Непознато   | 4 (0,053%)     | –               | –              | –              | –              |
| Југословени | 2 (0,026%)     | 209 (2,762%)    | 651 (11,30%)   | 64 (1,587%)    | 157 (6,303%)   |
| Македонци   | –              | –               | 23 (0,399%)    | 14 (0,347%)    | 20 (0,803%)    |
| Албанци     | –              | –               | 7 (0,121%)     | 1 (0,025%)     | 5 (0,201%)     |
| Словенци    | –              | –               | 5 (0,087%)     | 8 (0,198%)     | 15 (0,602%)    |

1. 1 На пописима од 1971. до 1991. Бошњаци су пописивани углавном као Муслимани.

|  |

## Спорт
Билећа је сједиште фудбалског клуба Херцеговац.

## Знамените личности
- Тијана Бошковић, српска одбојкашица.
- Јефто Бошњак, народни херој Југославије.
- Радослав Братић, српски књижевник и драматург.
- Душан Вукотић, филмски редитељ, сценариста, аниматор и оскаровац.
- Владимир Гаћиновић, српски књижевник и члан Младе Босне.
- Јевто Дедијер, доцент географије на Београдском универзитету.
- Сафет Исовић, босанскохерцеговачки и југословенски пјевач, извођач севдалинки.
- Карл Малден, амерички глумац српског порекла.
- Милан Милошевић, српски и босанскохерцеговачки кошаркаш.
- Ненад Мишановић, српски кошаркаш.
- Радован Раде Радовић, командант војне јединице Билећки добровољци.
- Бранко Тупањац, предузетник